# Santiago Calatrava
Santiago Calatrava Valls, španski neofuturistični arhitekt, gradbeni inženir, kipar in slikar, 28. julij 1951, Benimàmet, Valencija, Španija.
Biroje ima v New Yorku, v Dohi, in Zürichu, kjer zdaj prebiva.

## Mladost in izobrazba
Calatrava se je rodil v Benimàmet, stari občini sedaj integrirani kot urbani del Valencije v Španiji, kjer je prejel diplomo iz arhitekture na Polytechnic University of Valencia.  Tam je končal samostojen projekt z drugimi študenti in objavil dve knjigi o ljudski arhitekturi Valencije in Ibize. Leta 1975 se je vpisal na Švicarski zvezni inštitut za tehnologijo (Swiss Federal Institute of Technology) v Zürichu v Švici, za drugo diplomo iz gradbeništva. Leta 1981, po prejemu doktorata iz gradbeništva za svoje delo On the Foldability of Space Frames, je začel svojo arhitekturno in inženirsko prakso.

## Kariera
Calatrava se je v začetku kariere v veliki meri posvečal mostovom in železniškim postajam, z oblikami, ki so dvigali status inženirskih projektov v nove višave. Njegov Montjuic Communications Tower v Barceloni, Španija (1991), v središču olimpijskega mesta 1992, kot tudi Allen Lambert Galleria v Torontu, Kanada (1992), sta bili pomembni deli in prelomnica v njegovi karieri, kar je pripeljalo do številnih naročil. Quadracci Pavilion (2001) za Art Museum Milwaukee je bila njegova prva stavba v Združenih državah Amerike. Vstop Calatrava med visoke gradnje se je začelo z inovativnim oblikovanjem 54-nadstropnega rotacijskega stolpa imenovanega Turning Torso (2005), ki stoji v Malmöju na Švedskem.
Calatrava je zasnoval neofuturistično železniško postajo, World Trade Center Transportation Hub, za obnovljen Svetovni trgovinski center v New Yorku. Pričakovana otvoritev je leta 2015, z zamudo šest let, po ceni 4 milijarde dolarjev ali dvakratnik prvotnega proračuna. 
Leta 2002 je prejel nagrado Sir Misha Black in bil sprejet v College of Medallists
Calatrava je opredelil svoj stil kot most med gradbeništvom in arhitekturo. V svojih projektih, tako trdi, nadaljuje tradicijo španskega modernističnega inženiringa, ki je vključeval Félixa Candelo, Antoni Gaudíja in Rafael Guastavino, z zelo osebnim stilom, ki izhaja iz številnih študij človeškega telesa in naravnega sveta. Arhitektura kritiki vidijo njegovo delo kot nadaljevanje neofuturističnega ekspresionizma  Eero Saarinena. 
Dne 10. decembra 2011 ga je papež Benedikt XVI. imenoval za člana Papeškega sveta za kulturo za obdobje petih let z možnostjo podaljšanja mandata. 
V marcu 2013 je vrhovno italijansko sodišče začelo postopek zaslišanja proti Calatravi in trem inženirjem za predimenzioniranje mostu v Benetkah. 

## Nedavni projekti

### Cerkev St. Nicholas
St. Nicholas, grška pravoslavna cerkev v Liberty Park, je redesign za cerkev porušeno skupaj z World Trade Center v napadu 11. septembra.
Calatrava je oddal ponudbo za obnovo Cerkve svetega Nikolaja v središču New Yorka. Gradnja naj bi se začela leta 2014 in končala za veliko noč v letu 2017.
Cerkev bo zgrajena iz jekla in betona, zunanjost pa bo oblečena v kamen. Pri oblikovanju je  Calatrava dejal, da se zgleduje po bizantinskih cerkva iz preteklosti, vključno s Haghijo Sofijo v Carigradu. Notranjost cerkve bo potrebno še določiti. 

### Prečenje Sharq
V decembru 2013 je mesto Doha, Katar, oddalo Calatravi izdelavo prečenje Sharq - njegov največji projekt do sedaj. Projekt bo obsegal tri mostove, ki bodo povezali - v dolžini skoraj deset kilometrov - kulturno mestno okrožje na severu mesta, mednarodnim letališčem Hamada in osrednjim poslovnim okrožjem v West Bay. Mostovi bodo morali imeti propustnost 2000 vozil na stezi na uro in so povezani z nizom podmorskih predorov, da bi zagotovili nemoten prometni tok. Trije mostovi bodo dolgi med 600 in 1310 m in podmorski predori med 8 in 9 km. 
Prehod je deloma namenjen za lajšanje prometa v tem hitro rastočem mestu, most West Bay - dvonadstropni most - pa povezuje tudi rekreativni del, kjer je mogoče dostopati na povišano pešpot. Ta bo ponujal razgled na mesto in imel gostinsko ponudbo.
Projekt je bil opisan s strani organov v Katarju kot eden najbolj ambicioznih inženirskih projektov, ki se izvajajo na Bližnjem vzhodu, in bo ustvaril do 15.000 delovnih mest.  Začetek del je načrtovan za leto 2015 in dokončanje do časa svetovnega prvenstva leta 2022. 

### Most Trinity River
Delo Calatrava vključuje tri mostove, ki se bodo raztezali čez reko Trinity v Dallasu, Texas, Združene države Amerike. Prvi most, Margaret Hunt Hill Bridge, poimenovan po donatorki Margaret Hunt Hill, je bil odprt za promet marca 2012, drugi, Margaret McDermott Bridge, imenovan po donatorki, se je začel graditi 2013 in za promet odprt v začetku 2017. Če je preostali most končan, bo Dallas pridružila nizozemski okrožja Haarlemmermeer v Calatrava ima tri mostove.
Most Margaret Hunt Hill ima centralni lok, ki je že ikona obzorja v Dallasu.

### Most miru
Projekt za Most miru, 130 metrov dolg most za pešce preko reke Bow v centru Calgaryja, Alberta, Kanada, je po ocenah stal približno 24.500.000 $. Projekt je odobril mestni svet v začetku januarja 2009 in je bila načrtovan za dokončanje v letu 2010. Javna razgrnitev načrtov je bila opravljena 28. julija 2009 in je bil opisan kot eleganten prispevek k centru Calgaryja.
Vendar pa je bilo razburjenje domačinov nad ceno precejšnje, saj je bil zelo podoben most Calatravov zgrajen v Torontu za precej nižjo ceno. Eleganten cevni most z enim razponom ponuja ločene poti za kolesarje in pešce. Most naj bi služil do 5000 pešce in kolesarje na dan. Po precejšnjih zamudah zaradi težav s kakovostjo gradnje, je bil most odprt marca 2012. 

### Florida Polytechnic University
Dne 16. junija 2009 je bilo napovedano, da bo Calatrava oblikoval prvo stavbo novega kampusa University of South Florida Polytechnic v Lakeland, Florida. To naj bi bilo njegovo prvo delo v jugovzhodnih ZDA. Politehnika je sprejela prve študente avgusta 2014.
Calatrava je bil odgovoren za glavni načrt kampusa, kot tudi za glavno stavbo.Campus zaseda na 69 ha zemljišč, ki je nekoč vsebovalo fosforne rudnike, od katerih so bili mnogi napolnjene z vodo. Nekatere od teh so razširili in ustvarili veliko jezero na sredini kampusa.
Glavna stavba - inovativna, napredna in polna tehnologije - ima dve nadstropji na površini 200.000 kvadratnih metrov. Tu so učilnice, laboratoriji, pisarne in sejni prostori in zagotovlja osnovne potrebe Politehnike, dokler se dodajo dodatnih stavb. (Glej tudi: )

### Museum of Tomorrow, Rio de Janeiro
Muzej jutrišnjega dne se pričakuje, da se odpre do marca 2015. V Riu je bilo, zaradi vrste pomembnih dogodkov v naslednjih nekaj letih, naročeno večje število odmevnih gradbenih projektov. Calatrava je bil odgovoren za oblikovanje Muzeja jutrišnjega dne, ki je del večjega razvoja na obali. Muzej - stoji na pomolu Mauá na več kot 130.000 kvadratnih metrih - bo namenjen znanosti in trajnosti, s pogledom na možnosti v prihodnosti. Stavba bo imela več "zelenih" funkcij, vključno bazene za zajemanje deževnice za uporabo v vodovodnem sistemu, ter tudi bazene, ki bodo naravno filtrirali vode iz zaliva. 

## Calatrava kot kipar
Calatrava je tudi kipar in slikar in trdi, da praksa arhitekture združuje vse umetnosti v eno. Leta 2003 je v Metropolitan Museum of Art v New Yorku potekala razstava njegovega umetniškega in arhitekturnega dela, z naslovom »Santiago Calatrava: Skulptura v arhitekturi«. V letu 2012 je v muzeju Ermitaž v Sankt Peterburgu potekala razstava o njegovem delu , ki mu je sledila razstava v Vatikanskem muzeju v Rimu . Marlborough Gallery v New Yorku naj bi razstavljal dela Calatrava v letu 2014. Osem njegovih kipov bo prikazanih po Park Avenue v New Yorku spomladi leta 2015, med 52. in 55. ulico. Razstave njegovih del so bile tudi v Nemčiji, Angliji, Španiji, Italiji in drugje.

## Pomembna dela

### Dokončana
- 1983–84, Jakem Steel Warehouse, Munchwilen, Švica
- 1983–85, Ernsting Warehouse, Coesfeld, Nemčija
- 1983–88, Wohlen High School, Wohlen, Švica
- 1983–90, Železniška postaja Stadelhofen, Zürich, Švica
- 1983–89, Železniška postaja Luzern, Luzern, Švica
- 1984–87, Most Bac de Roda, Barcelona, Španija
- 1984–88, občinski center Barenmatte, Suhr, Švica
- 1986–87, Gledališče Tabourettli, Basel, Švica
- 1987–92, Allen Lambert Galleria (v Brookfield Place), Toronto, Canada,
- 1989–94, Postaja TGV, Lyon, Francija
- 1991–95, Most Alameda in postaja Metroja, Valencija, Španija
- 1992, Puente del Alamillo, Sevilja, Španija
- 1992, Puente de Lusitania, Mérida, Španija
- 1992, Komunikacijski stolp Montjuic pri Olympic Ring, Barcelona, Španija
- 1992, World's Fair, Kuwaiti Pavilion, Sevilja, Španija
- 1994, Most Mimico Creek, Humber Bay Parks, Toronto, Ontario
- 1994, Kronprinzenbrücke, Berlin, Nemčija
- 1994–1997, Brv za pešce Campo Volantin, Bilbao, Španija
- 1995, Most Trinity, čez reko Irwell v Manchestru in Salfordu, Greater Manchester, Anglija
- 1996–2009, Ciutat de les Arts i les Ciències, Valencia, Španija
- 1996, Centro Internacional de Ferias y Congresos de Tenerife, Santa Cruz de Tenerife, Tenerife, Canary island, Španija
- 1998, Gare do Oriente, Lizbona, Portugalska
- 1999, Puente del Hospital, Murcia, Španija
- 2000, Nov terminal pzi Bilbao Airport, Bilbao, Španija
- 2001, Milwaukee Art Museum, Milwaukee, Wisconsin, US
- 2001, Puente de la Mujer v the Puerto Madero barrio, Buenos Aires, Argentina
- 2001, Bodegas Ysios, Laguardia, Španija
- 2002, Wave, v Dallasu, Texas pri Southern Methodist University Meadows Museum
- 2003, Most Jamesa Joyca čez reko Liffey, Dublin, Irska
- 2003, Auditorio de Tenerife,arhitektov prvi objekt uprizoritvenih umetnosti, Santa Cruz de Tenerife, Španija
- 2004, Obnova Olimpijski športni kompleks v Atenah, Athens, Grčija
- 2004, Most Sundial v Turtle Bay, Redding, California, ZDA
- 2004, Trije mostovi (imenovani Harfa, Citre in Lutnja) čez glavni kanal Haarlemmermeer, Nizozemska
- 2004, Univerza v Zurichu, "Bibliothekseinbau" prenova knjižnice, Zürich, Švica
- 2005, Most povezuje Avnat shopping mall in Rabin Medical Center (Beilinson) v Petah Tikva, Izrael
- 2005, Turning Torso, Malmö, Švedska
- 2007, 3 mostovi na avtocesti A1 in Milan–Bologna hitri železnici, Reggio Emilia, Italija
- 2007–2012 Most Margaret Hunt Hill, Dallas, Texas, ZDA
- 2008, Chords most pri vhodu v Jeruzalem, Izrael, lahko železniški most
- 2008, Ponte della Costituzione za pešce v Piazzale Roma čez Grand Canal, Benetke, Italija
- 2008–2009, Technion Obelisk, spomenik Technion campus v Haifi, Izrael
- 2009, železniška postaja Liège-Guillemins v Liègu, Belgija
- 2009, Most Samuela Becketta čez reko Liffey, Dublin, Irska
- 2009, Caja Madrid Obelisk, Madrid, Španija
- 2011, Palacio de Congresos de Oviedo, Oviedo, Asturija, Španija
- 2011, Palacio de Exposiciones y Congresos, Oviedo, Španija
- 2012, Most miru, Calgary, Kanada
- 2013, Medio Padana Station na hitri železnici Milano–Bologna, Reggio Emilia, Italija

### V gradnji ali predlagani
- World Trade Center Transportation Hub, New York City, ZDA
- Cerkev St. Nicholas Greek Orthodox, New York City, ZDA
- Florida Polytechnic University, Lakeland, Florida, ZDA
- Atlanta Symphony Center, Atlanta, Georgia, ZDA - Projekt ustavljen
- High-rise buildings na reki Liffey in Dublin
- Nova železniška postaja v Monsu, Belgija
- Museu do Amanhã, Rio de Janeiro, Brazilija
- Most čez Barra Channel, Rio de Janeiro, Brazilija
- Yuan Ze University, Taipei, Tajvan
- City of Sport, University of Rome Tor Vergata, Italija
- Marina Arechis Port Village, Salerno, Italija
- Station Emilia, Italija
- Most Margaret McDermott, Dallas, Texas, ZDA

Calatrava je predložil tudi načrte za več pomembnih projektov, ki so bili na koncu podeljeni drugim oblikovalcem, vključno Reichstag v Berlinu in East London River Crossing.

## Priznanja
Calatrava je prejel številna priznanja za svoje oblikovanje in inženirsko delo, na primer za uporabo jekla in betona. Leta 1988 je bil nagrajen z Fazlur Khan International Fellowship od SOM Foundation. Leta 1990 je prejel "Médaille d'Argent de la Recherche et de la Technique" v Parizu. Leta 1992 je prejel prestižno zlato medaljo Institution of Structural Engineers. Leta 1993 je v Muzeju moderne umetnosti v New Yorku potekala velika razstava o njegovem delu z naslovom "Structure and Expression". Leta 1998 je bil izvoljen za člana "Les Arts et Lettres" v Parizu. Leta 2005 je prejel zlato medaljo American Institute of Architects (AIA)
Leta 2005 je bil Calatrava nagrajen z nagrado Eugene McDermott, ki jo podeljuje Svet za umetnost MIT. Nagrada je ena izmed najbolj cenjenih umetniških nagrad v ZDA. 
Je tudi Senior član Design Futures Council. 
Calatrava je kot priznanje za svoje delo prejel skupno dvajset častnih diplom. Leta 2013 mu je podelil častni doktorat Georgia Institute of Technology, nagrado, ki je bila dana le zelo malo ljudem. 
Nova Corps world Xandar v znanstvenofantastičnih filmih Varuhi galaksije v veliki meri temelji na njegovih zgradbah. 

### Nagrade
- 1979 Auguste Perret Award
- 1987 UIA Auguste Perret Prize
- 1988 City of Barcelona Art Prize
- 1991 Award for Good Building
- 1992 Brunel Award
- 1992 VI Dragados y Construcciones Prize
- 1992 London Institution of Structural Engineers Gold Medal
- 1993 Toronto Municipality Urban Design Award
- 1993 Urban Design Award
- 1995 Canton of Lucerne Award for Good Building
- 1996 Gold Medal for Excellence in the Fine Arts from the Granada Ministry of Culture
- 1997 ECCS European Steel Design Award
- 1998 Brunel Award
- 1999 Prince of Asturias Award in Arts
- 1999 Canadian Consulting Engineering Awards: Building and Structures
- 2000 Das Goldene Dach
- 2000 Algur H. Meadows Award for Excellence in the Arts from the Meadows School of the Arts, Southern Methodist University
- 2001 ECCS European Steel Design Award 2001
- 2002 Best Large Structure, Excellence in Structural Engineering Design Award
- 2002 Il Principe e l’Architetto
- 2003 The Silver Beam Award
- 2003 ECCS European Steel Design Award
- 2004 James Parks Morton Interfaith Award from the Interfaith Center of New York
- 2004 NCSEA Outstanding Project Award
- 2004 IABSE Outstanding Structure Award
- 2005 ECCS European Steel Design Award (for the Olympic Stadium, Athens)
- 2005 ECCS European Steel Design Award (for the Three Bridges over the Hoofdvart in *the Netherlands)
- 2005 MIPIM Award
- 2005 American Institute of Architects Gold Medal
- 2006 Eugene McDermott Award in the Arts from the Council for the Arts at MIT (Massachusetts Institute of Technology)
- 2006 Honorary Engineering Degree from Rensselaer Polytechnic Institute

Designation as a Global Leader for Tomorrow by the World Economic Forum in Davos
- 2006 ESCN European Award for Excellence in Concrete (for the Turning Torso in Malmo)
- 2006 ESCN European Award for Excellence in Concrete (for the Liege-Guillemins station in Belgium)
- 2006 Premio Nacional de Arcquitectura
- 2006 fib Award for Outstanding Concrete Structures
- 2006 Sidney L. Strauss Award
- 2006 Leadership Award, New York Building Congress
- 2006 Premio Nacional de Ingenieria Civil
- 2007 Awarded with the Spanish National Architecture Award Design Futures Council Senior Fellow
- 2007 “Hijo Predilecto”, Municipality of Valencia
- 2007 Urban Visionaries Award
- 2007 Premio Nacional de Arcquitectura
- 2008 Gran Cruz de la Orden de Jaume
- 2009 Gresol Foundation Award
- 2009 ECCS European Steel Design Award
- 2009 Golden Belgian Building Award
- 2010 Woodrow Wilson Award for Public Service
- 2010 Honorary Citizen of the City of Liege
- 2010 Project of the Decade Real Estate Award, The Business Journal
- 2011 Certificate of Brevet Wallonie
- 2012 AIA National Medal
- 2012 ECCS European Award for Steel Bridges
- 2013 CIS ICCA – Canadian Institute of Steel Construction, Steel Design Awards of Excellence

### Častni naslovi
- 1993 Častni naslov Universidad Politecnica de Valencia
- 1994 Častni naslov Heriot-Watt University
- 1994 Častni naslov University of Seville
- 1995 Častni naslov University of Salford
- 1996 Častni naslov University of Strathclyde
- 1997 Častni naslov Milwaukee School of Engineering
- 1997 Honoris Causa naslov Delft University of Technology
- 1999 Častni naslov Lund University
- 1999 Častni naslov Universita degli Studi di Ferrara
- 2004 Častni naslov Technion – Israel Institute of Technology
- 2005 Častni naslov Southern Methodist University
- 2005 Častni naslov Aristotle University of Thessaloniki
- 2007 Častni inženirski naslov Columbia University
- 2008 Častni naslov Tel Aviv University
- 2009 Častni naslov Oxford University
- 2009 Častni naslov University Camilo Jose Cela
- 2010 Častni naslov Universite de Liege
- 2012 Častni naslov Pratt Institute
- 2013 častni doktorski naslov Georgia institute of technology[34]